# منتخب غانا لاتحاد الرغبي
منتخب غانا لاتحاد الرغبي هو ممثل غانا الرسمي في المنافسات الدولية في اتحاد الرغبي
.